# Ja'Lynn Polk
Ja'Lynn Polk (Lufkin, 11 aprile 2002) è un giocatore di football americano statunitense che milita nel ruolo di wide receiver per i New England Patriots della National Football League (NFL).

## Carriera universitaria
Polk giocò a Texas Tech per una stagione nel 2020, partendo come titolare in 7 gare su 10, e facendo registrare 28 ricezioni per 264 yard e 2 touchdown. Nel 2021 si trasferì a Washington. A causa di un infortunio nella prima stagione con gli Huskies disputò solo tre partite (di cui due come titolare), con 5 ricezioni per 114 yard e un touchdown. Nel 2022 fu il terzo ricevitore nelle gerarchie della squadra dietro a Rome Odunze e Jalen McMillan. Chiuse con 41 ricezioni per 694 yard e 6 touchdown. Nel 2023 gli Huskies giunsero fino alla finale nazionale, persa contro Michigan, gara dopo la quale annunciò la sua intenzione di passare tra i professionisti.

## Carriera professionistica

### New England Patriots
Polk fu scelto nel corso del secondo giro (37º assoluto) del Draft NFL 2024 dai New England Patriots. Nel primo quarto della gara del secondo turno contro i Seattle Seahawks segnò il suo primo touchdown su passaggio da 5 yard di Jacoby Brissett nella sconfitta per 23-20 ai tempi supplementari. La sua stagione da rookie si chiuse con 10 ricezioni per 78 yard e 2 touchdown in 15 presenze, di cui 7 come titolare.